# なりゆきわかこ
なりゆき わかこ（8月26日 - ）は、日本の4コマ漫画家、絵本作家。慶應義塾大学文学部卒業。大学時代は漫画研究会に所属。1985年、芳文社4コマ新人展に入選した『ぼくんちのひろみちゃん』でデビュー。二児の母。
デビュー以来4コマ漫画専門誌各誌で活躍していたが、萌え4コマ漫画といった新ジャンルの台頭の波に押され2000年代中頃から4コマ専門誌での仕事を減らしており、現在では実話系雑誌やWebコミックのほか、絵本作家、童話作家としての活動が主である。

## 作品リスト

### 連載中
- ハッピーさちこさん! （MOM（イオンクレジットサービス）＝ジャスコ会員誌）
- Dr.コパの風水de開運!（監修：Dr.コパ／本当にあったゆかいな話（竹書房））
- いぬねこまみれ（別冊家庭サスペンス（笠倉出版））
- キャプテンぎんざる君!!（Web連載（銀座deフットサル））
- ねこまぁじゃん（Web連載（麻雀倶楽部））

### 連載終了
- 芳文社
  - キレイになっちゃる! （まんがタイムファミリー、まんがタイムオリジナル）
  - どらねこブータン （まんがタイムファミリー）
自費出版コミックスあり
  - ぼくんちのアイドルひろみちゃん （まんがタイム、まんがタイムオリジナル、まんがホーム、まんがタイムジャンボ）
まんがタイムコミックスより全2巻　なお、芳文社コミックス版（旧タイトル「ぼくんちのひろみちゃん」として出版）が全1巻で一旦絶版になっての仕切り直し。内容は別のもの。
    - 登場人物
ひろみ　主人公でとある一家の住み込み家政婦。一家の人たちに慕われている。
ごろー　ひろみが働く一家の次男。眼鏡をかけている小学生。ひろみと添い寝することもある。
ひでき　ごろーの兄。スポーツマンタイプの高校生。勉強はあまり得意ではない。
ごろーとひできの父　一家の大黒柱でサラリーマン。眼鏡をかけていて、禿げている。同僚にヘッドケアを進められることもある。
ごろーとひできの母　ひろみが来る前に亡くなった人。彼女の「黄泉の国」生活も漫画で紹介されている。彼女に変わって家事をきりもりするひろみのことを気にかけている。
あかね　ひできの後輩で恋人。ごろーとも仲がいい。
内山先生　ごろーの担任教師。ひろみに一目ぼれしている、ひろみも彼の事を気にかけているが二人の関係は不明。
はるこ　ひろみの親友。地味なひろみと違い、彼氏の入れ替わりが激しいようでそれが漫画の「オチ」になることもある。どちらかといえば、男運はあまりいい方ではない。
あきひこの一家　ひろみが働く家の近所に住む一家。あきひこ（乳児）や両親は、ひろみと仲がいい。
船橋　ごろーのクラスメート。色男である。
かつえ　ごろーのクラスタメートで腐れ縁。何かとごろーに宿題の代筆を催促している。

  - 恋せよ乙女 （まんがタイムラブリー）
  - 水のように （まんがタイムラブリー）
  - ママねえちゃん （まんがタイムスペシャル）
  - パープルラブ （Loving）
  - ラバースコンチェルト （Loving）
  - 男なんていらない （Loving）
  - お父さんといっしょ （Loving）
- 竹書房
  - みえちゃうの!（まんがライフオリジナル）
  - あしたは晴れっ!! （まんがライフオリジナル）
バンブーコミックスより全2巻
  - まゆみさんとおとなりさん （まんがライフ）
  - ほがらかまゆみさん （まんがライフ）
バンブーコミックスより全1巻
  - ふさことりえ （まんがライフ）
  - だっててれちゃう （まんがライフ）
  - ウルトラ家計簿 （まんがライフ、本当にあった愉快な話）
自費出版コミックスあり
  - プニプニNO.1! （まんがライフ）
  - しましまへようこそ （まんがライフ）
  - がんばれわんにゃんお助け隊!! （あにまるパラダイス）
- その他
  - タマと呼ばないで （DO!ぴーかん（ビブロス））
自費出版CD-ROM版あり
  - パパは専業主夫 （MOM）
  - 愛してると言わないで （ほんとうに泣ける話（ぶんか社））
  - わんこにそっくり! （ほんとうに泣ける話（ぶんか社））
  - たそがれ色の街 （MAY（少年画報社））

### 読み切り
- 大切な名前 （ほんとうに泣ける話 （ぶんか社））2005年8月掲載
- オバケなカレシ （サクラミステリーデラックス （あおば出版））2006年7月掲載
- チョッキンさん（恐怖!逆ギレ女 笠倉出版） 2007年6月掲載
- 許せないどーぶつ君!（ご近所の許せない女 笠倉出版） 2007年8月掲載
- おバカなどーぶつさんたち（ああ平成のバカ女! 笠倉出版） 2007年10月掲載
- 許せないわんこ＆飼い主さん（ご近所の許せない女 笠倉出版） 2007年12月掲載
- イタイにゃんこと飼い主さん（イタイ女の歪んだ愛情 笠倉出版） 2008年2月掲載

### 描き下ろし
- 笑うかどには勝利の女神―まんが親子の中学受験日記 （PHP研究所）

### 絵本・児童書
- くしゃみしてもひとり （2005年11月新風社）
- さよならチワオ （2006年4月ポプラ社）
- ボクをすてないで こいぬのハッピーから飼い主へのおねがい（2007年7月ハート出版刊）
- かわいいこねこをもらってください（2007年10月ポプラ社刊、第54回全国青少年読書感想文コンクール課題図書）
- はなこ八月七日にひろったこねこ（2009年3月ポプラ社）
- そっといちどだけ（2010年5月ポプラ社）
- こねこのモモちゃん美容室（2010年5月ポプラ物語館）
- つむぎがかぞくになった日（2011年10月ポプラ社）
- ロックとマック　東日本大震災で迷子になった犬（2012年2月角川つばさ文庫）
- わたしの猫の物語（2012年7月角川書店）
- 多摩川にすてられたミーコ（2013年4月角川つばさ文庫）
- おりの中の46ぴきの犬（2014年6月角川つばさ文庫）
- そうだ、おてがみ かこう（2014年12月ポプラ社）
- 天国に行った看板ねこ なな（2015年4月角川つばさ文庫）

### 挿絵
- リンパ浮腫の理解とケア・ナーシングムック26 （学習研究社）
- 絵で見るターミナルケア （学習研究社）
- 多摩スポーツスタジオイメージキャラ
- 赤い羽根共同募金ボランティアハンドブックカット
- 銀座deフットサルイメージキャラ
- 学研ナーシングのカット